# استان روووما

موقعیت استان روووما در نقشه تانزانیا

روووما یکی از استان‌های کشور تانزانیا می‌باشد. نام این استان برگرفته از نام رودخانه روووما می‌باشد این رودخانه بخش قابل توجه‌ای از مرزهای جنوبی این استان با کشور موزامبیک را شکل داده است.
همچنین این استان از سمت شمال شرقی با استان لیندی، از شرق با استان امتوارا و از شمال غربی با استان ایرینگا همسایه می‌باشد.
در استان روووما تعداد زیادی از قبایل و گروه‌های قومیتی زندگی می‌کنند. مرکز این استان شهر سانگی می‌باشد.
برپایه نتایج سرشماری عمومی نفوس و مسکن که در سال ۲۰۰۲ توسط دولت تانزانیا انجام شد جمعیت این استان بر ۱٫۱۱۷٫۱۶۶ نفر اعلام شده است.

## شهرستانها
این استان به لحاظ اداری و مدیریتی به ۵ شهرستان تقسیم شده است. شهرستانهای:
- شهرستان امبینگا
- شهرستان سانگی روستایی
- شهرستان سانگی شهری
- شهرستان توندورودو
- شهرستان ناتومبو